# Переселенческий (Новосибирская область)
Переселенческий — упразднённый хутор в Баганском районе Новосибирской области. На момент упразднения входил в состав Вознесенского сельсовет (ныне Лозовской сельсовет). Исключен из учётных данных в 1976 г.

## География
Располагался югу от реки Баган, у региональной автодороги Баган — Александро-Невское. Ближайшие населённые пункты: на востоке — Караси.

## История
Упразднён решением Новосибирского облисполкома от 1976 г. как фактически не существующий.